# 南部料理 (アメリカ合衆国)

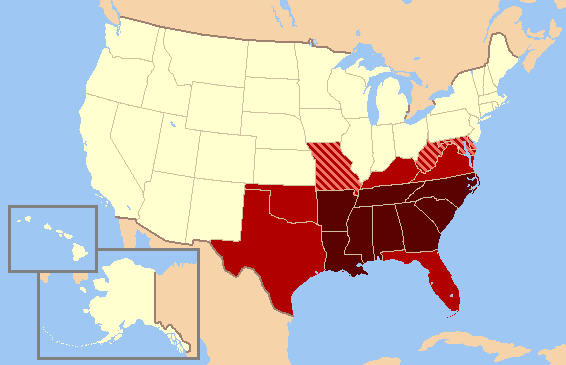
濃い赤の州が南部とされているが、赤の州も南部とされることもあり、斜線の州はまれに南部とされることもある

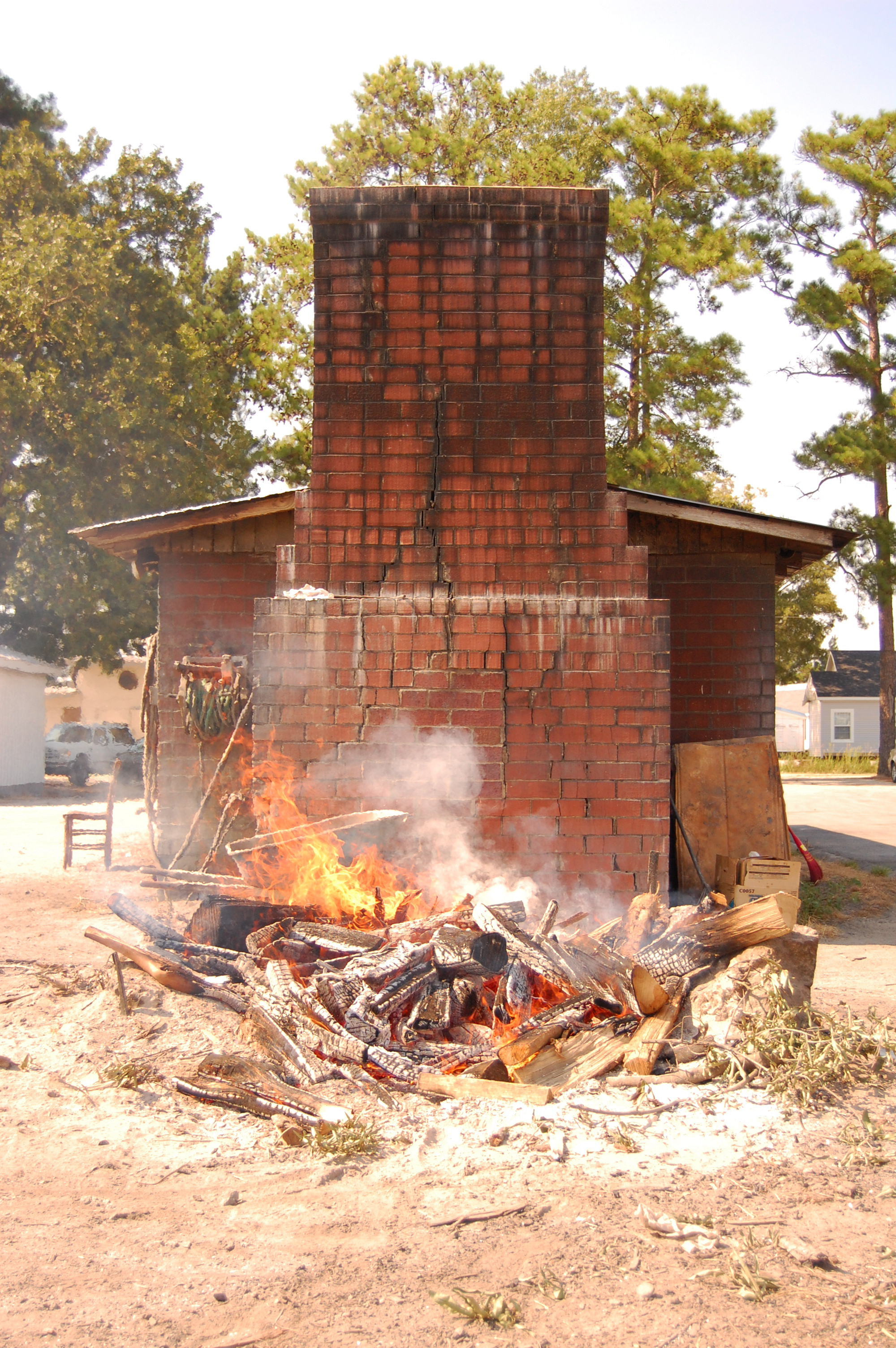
ノースカロライナ州ゴールズボロのウィルバーズ・バーベキューでは薪の火でバーベキューを作っている

南部料理(なんぶりょうり、cuisine of the Southern United States) は、アメリカ合衆国南部、メリーランド州からペンシルベニア州とデラウェア州を隔てるメイソン＝ディクソン線より南、オハイオ川沿い、ミズーリ州とオクラホマ州とテキサス州の西から南へ広がる地域の伝統的郷土料理。

## 概要
主にアフリカ系のソウルフード、イングランド料理、スコットランド料理、アイルランド料理、ドイツ料理、フランス料理、ネイティヴ・アメリカ料理の影響を受けている。バージニア州南東部およびノースカロライナ州北西部のタイドウォーター料理、アパラチア料理、ケイジャン料理、クレオール料理、ローカントリー料理、フロリダ州のフロリビアン料理などが南部料理の一例である。近年、南部料理は北部に広がってきており、アメリカ料理の他の分野の発展に影響している。
スクアッシュ、トマト、グリッツを含むトウモロコシなど多くの素材および地下で行なうピット・バーベキューはカド、チョクトー、セミノールなど南東部に住んでいたネイティヴ・アメリカン料理の流れを汲んでいる。また砂糖、小麦粉、牛乳、卵を使用するパンやチーズなど多くのメニューがヨーロッパから来ている。黒目豆、オクラ、米、ナス、ゴマ、モロコシ属、メロン、およびスパイスはアフリカを起源としている。
南部の朝食はイギリスのフル・ブレックファストからきている。ケイジャン料理やクレオール料理の多くはフランス、西アフリカ、カリブ地方、スペインからやや影響を受けている。フロリビアンはよりスペイン系で明白にカリブ地方の影響を受けており、テクス・メクス料理はメキシコやネイティヴ・アメリカンの影響を受けている。

## 伝統的南部料理

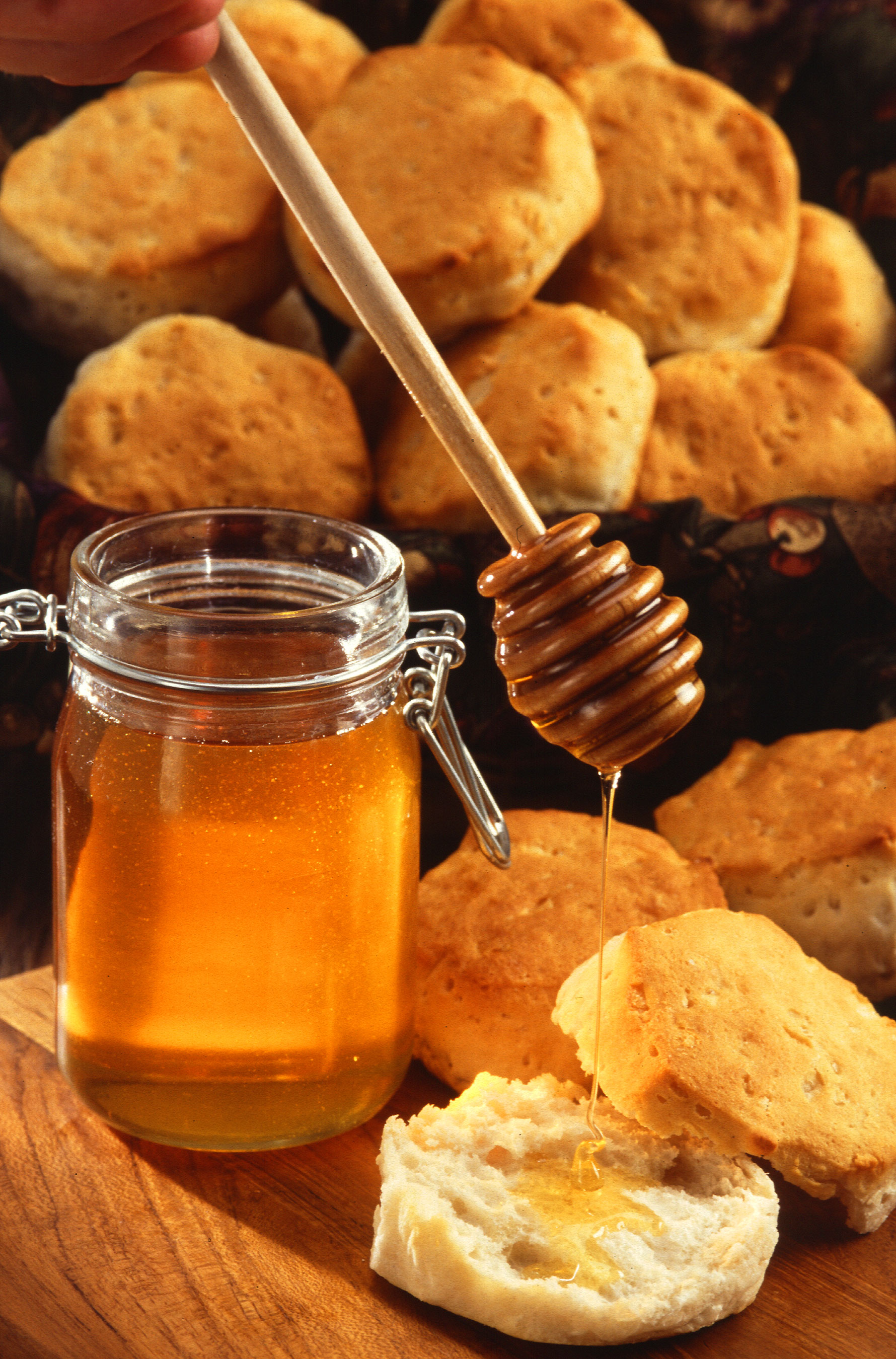
ビスケットとハチミツ

伝統的南部料理はフライドチキン、パープル・フル・ピーなどのフィールド・ピー、コラード・グリーンやカラシナやカブの葉やポーク・サラダなどの葉野菜、マッシュド・ポテト、コーンブレッドまたはコーン・ポーン、スウィート・ティなどである。またデザートは主にスウィート・ポテト・パイ、チェス・パイ、シューフリー・パイ、ピカン・パイ、ピーチ・パイなどのパイの他、ピーチやブラックベリーなどのコブラーなどである。
これ以外にもグリッツ、カントリーハム、ハッシュパピー、サカタシュ、ミント・ジュレップ、チキン・フライド・ステーキ、バターやジャムやハチミツやグレイヴィやモロコシ蜜をつけて食べるバターミルク・ビスケット、甘い唐辛子とチーズから作るピメントチーズ、茹でた、または焼いたサツマイモ、主にリブのピット・バーベキュー、フライド・キャットフィッシュ、フライド・グリーン・トマト、ブレッドプディング、加熱調理した、または漬けたオクラ、バター・ビーン、インゲンマメ、黒目豆などがある。
フライド・チキンは海外で食べられる南部料理で最もよく知られている。イギリスではチキンを焼いたり茹でたりするが、スコットランド人および近年のスコットランドからの南部への移民はディープ・フライするのが伝統であった。またバージニア・ハムに代表されるポークも重要であり、メリーランド州南部にはスタッフド・ハムがある。ホリデイの集まりで食される伝統的豚肉バーベキューはヴァージニア州やサウスおよびノースカロライナ州ではピッグ・ピッキンと呼ばれている。サヤインゲンはベーコンや塩漬け豚肉と調理され、朝食においてビスケットはハムと共に出されることが多い。レッド・アイ・グレイヴィやグレイビーソースと共に出されるハムはディナーの定番メニューである。
肉なしで野菜のみの食事は南部の伝統的食事ではなく、料理の課程で肉または肉製品を使用することがある。白豆または茶豆と葉物を混ぜたビーンズ・アンド・グリーンズは南部で最も人気のあるメニューである。カブの葉にさいのめ切りにしたカブと豚の背油を混ぜる。ビーンズ・アンド・コーンブレッドはインゲンマメとハムまたはベーコンを煮込み、コーンブレッドを添え、付け合わせにコラードやカブの葉が添えられることもある。

## 南部料理のレストラン

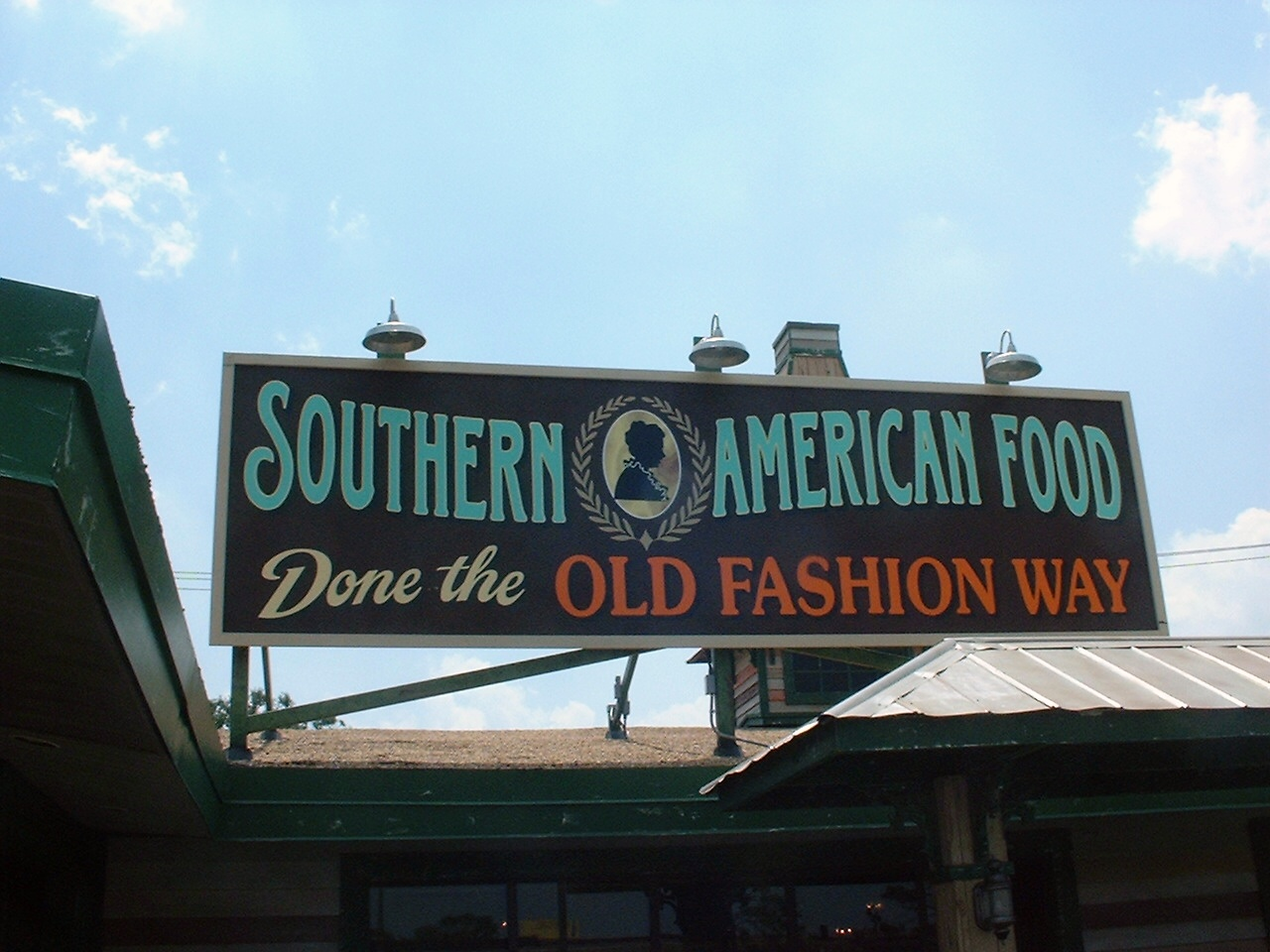
「南部料理」といえばこのフロリダ・パンハンドルのレストランの看板を思い出すアメリカ人も多い

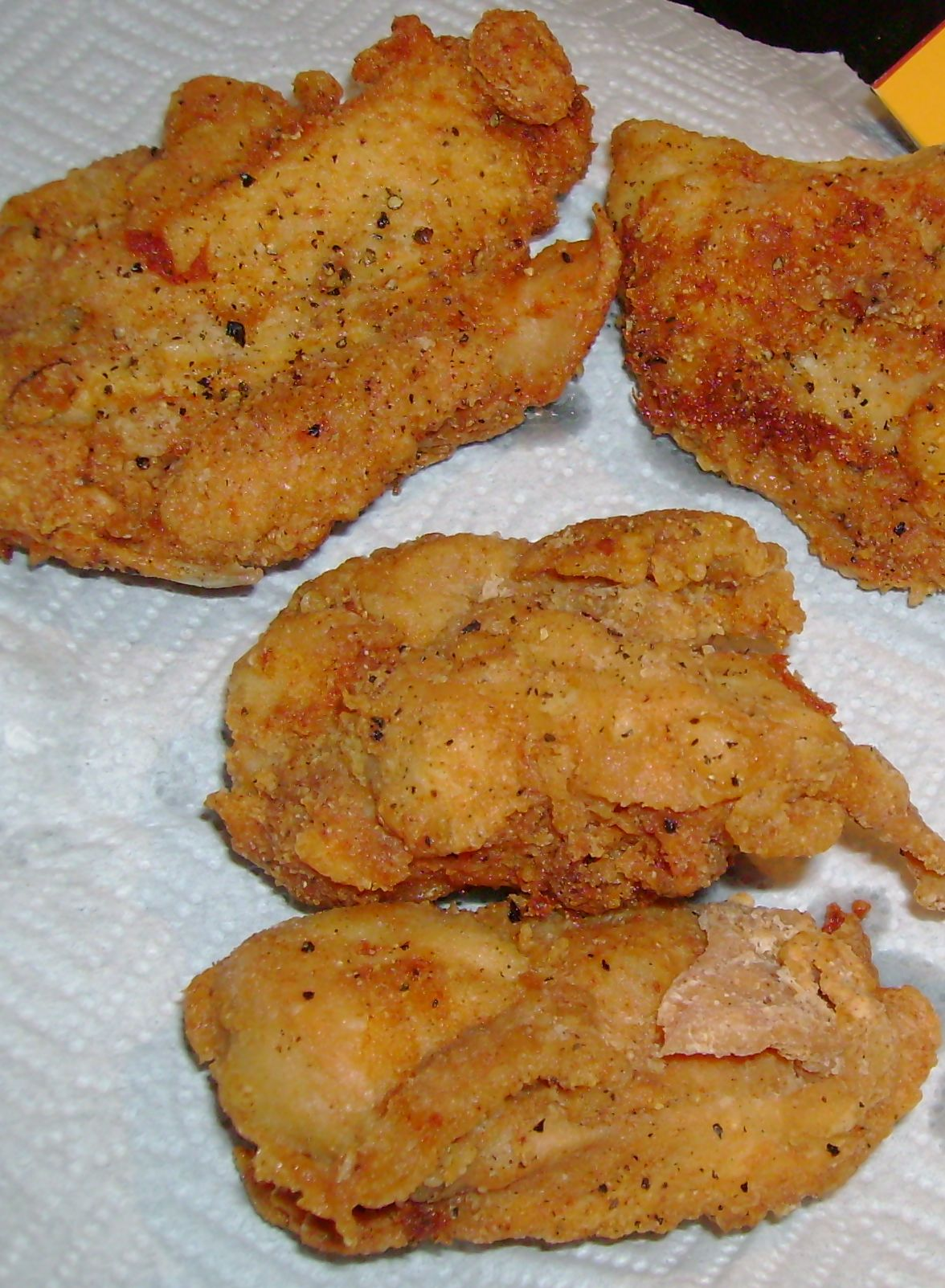
フライド・チキン

南部料理を提供するチェーン店は全米に広がっているが、その一部は南部のみで営業している。ピット・バーベキューは南部のどこでも人気であり、僻地でさえも地元運営のバーベキュー場があることが多い（米国の他の地域では珍しい）。また南部では家族経営のレストランが多く存在している。南部料理のレストランには庶民的なイメージがあるが、中には高級志向のレストランもある。
南部料理を提供する主なレストランはクラッカー・バレル、ケンタッキー・フライド・チキン、ワッフル・ハウス、ボジャングルズ・フェイマス・チキン・アンド・ビスケット、チキン・エクスプレス、チャーチズ・チキン、ミセス・ウィナーズ、ソニーズ、チューダーズ・ビスケット・ワールド、ポパイズ・ルイジアナ・キッチンなどがある。

## 地域による南部料理
地域によって様々な南部料理がある:
- ルイジアナ州南部にはケイジャン料理とクレオール料理がある。ルイジアナ州は唐辛子入りホット・ソースおよびザリガニの全米最大の生産地である[6]。
- 米はサウスカロライナ州の海岸部で昔から重要な作物であり、米と黒目豆と塩漬け豚肉を混ぜたホッピン・ジョンやチャールストン・レッド・ライスが主な郷土料理である。
- 南部では地域によってバーベキューの様々なバリエーションがあり、様々なバーベキュー・ソースがある。
- アーカンソー州ではライスランド・ライスおよびスウィート・コーンを生産しており、どちらもアーカンソー南東部の料理である。
- ヴァージニア州ではスミスフィールド・ハムを生産している[7]。

オクラホマ州にはコーンブレッド・アンド・ビーンズや朝食メニューのビスケット・アンド・グレイヴィなどグレインや豆をベースにしたメニューが多い。ミシシッピ州には養殖ナマズが盛んで、州内には老舗の漁場が多い。アーカンソー州は全米最大の米生産地であり、またナマズやポーク・バーベキューも有名である。テネシー州はカントリーハムで有名で、メンフィスには多数の著名なバーベキュー・レストランがあり、5月にはバーベキュー・コンテストも開催される。メリーランド州は青いソフトシェルクラブおよびスミス・アイランド・ケーキで有名である。フロリダ州はキーライムパイおよびスワンプ・キャベッジの本場であり、またオレンジ・ジュースもよく知られた飲み物である。ジョージア州は桃、ピカン、ピーナツ、ヴィダリア・オニオンで知られている。
アパラチア山脈地域はネギ科の作物やベリーが豊富である。ケンタッキー州はバーグーやビア・チーズが有名である。テキサス州はバーベキューやチリ、テックス・メックスと呼ばれる地域色豊かなメキシコ料理を特色としている。ジョージア州ブランズウィック起源のブランズウィック・ステュウも人気がある。一般的に南部でも北の方は特にポーク、インゲンマメ、ウイスキーを特色とし、南の海岸沿いではエビやカニなどのシーフード、米、グリッツを特色としている。テキサス州やオクラホマ州など南部の西の方はより牛肉を、東の方はより豚肉を使う傾向にある。

### クレオール料理とケイジャン料理

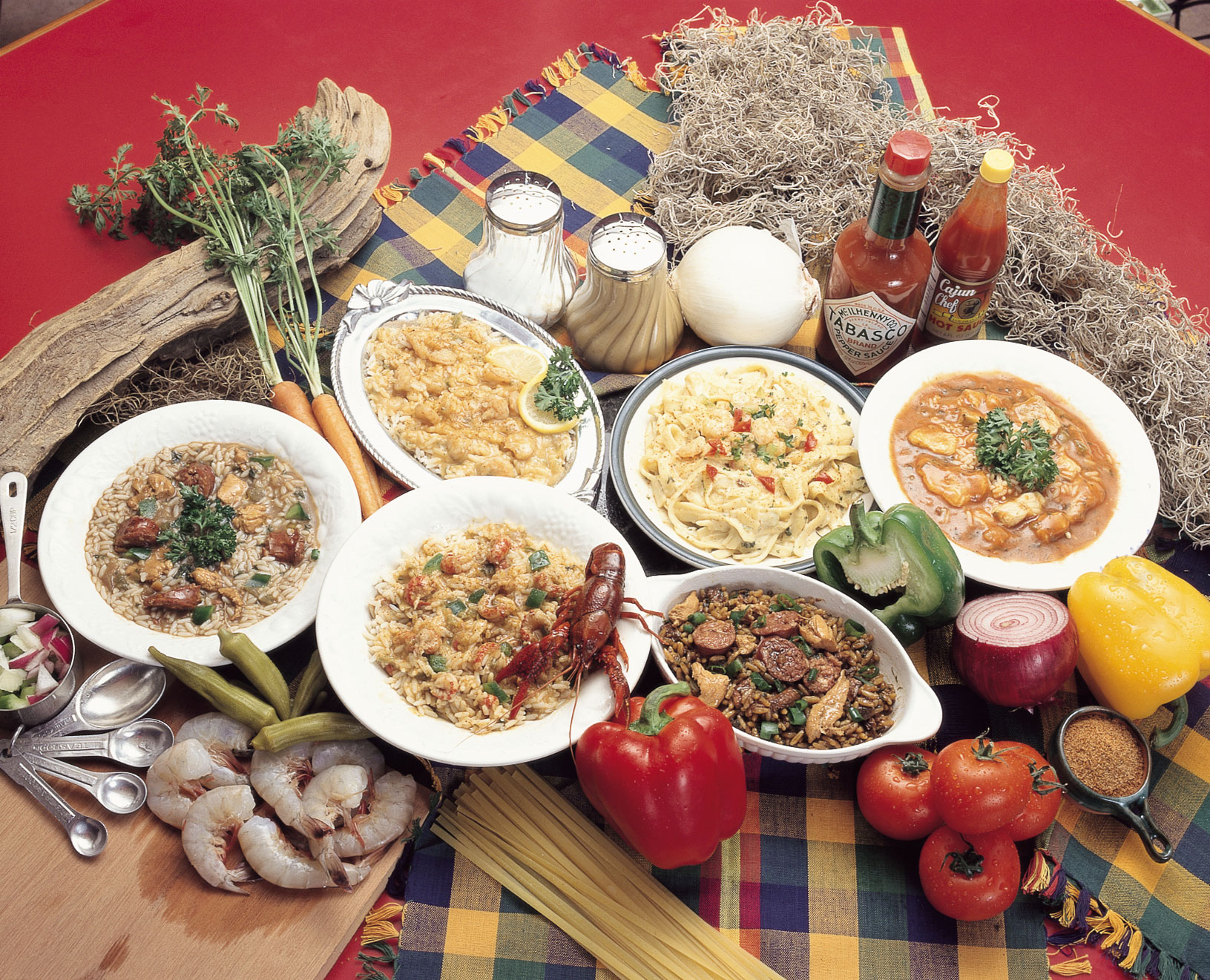
クレオール料理の定番

ルイジアナ州南部では、東のニューオーリンズを中心にルイジアナ・クレオール料理、西のアケイディアナを中心にケイジャン料理が発展した。どちらも伝統的フランス料理の影響を受け、米をよく使用している。またどちらもクレイフィッシュと呼ばれるザリガニ、カニ、牡蠣、エビ、魚など海岸に自然生息するものを素材としている。これらのシーフードは現在でもこの地域の様々な料理に使用されている。イチジク、プラム、ブドウなどの果物もこの地域で生産されている。またピカンやピーナツは自生しており、プロテインとして摂取される。

#### ケイジャン料理
ケイジャン料理はカナダのアカディアからの影響を受けている。大家族にとって食物のかさを増すことができる米は主要な食材となった。現在でも米の上に料理をのせて供される。トウモロコシ粉も主要な食材である。アカディアの家庭ではオクラなどの野菜をガンボなど多くのケイジャン料理に使用している。南部ではオクラをフライやピクルスにしていただく。

#### ルイジアナ・クレオール料理

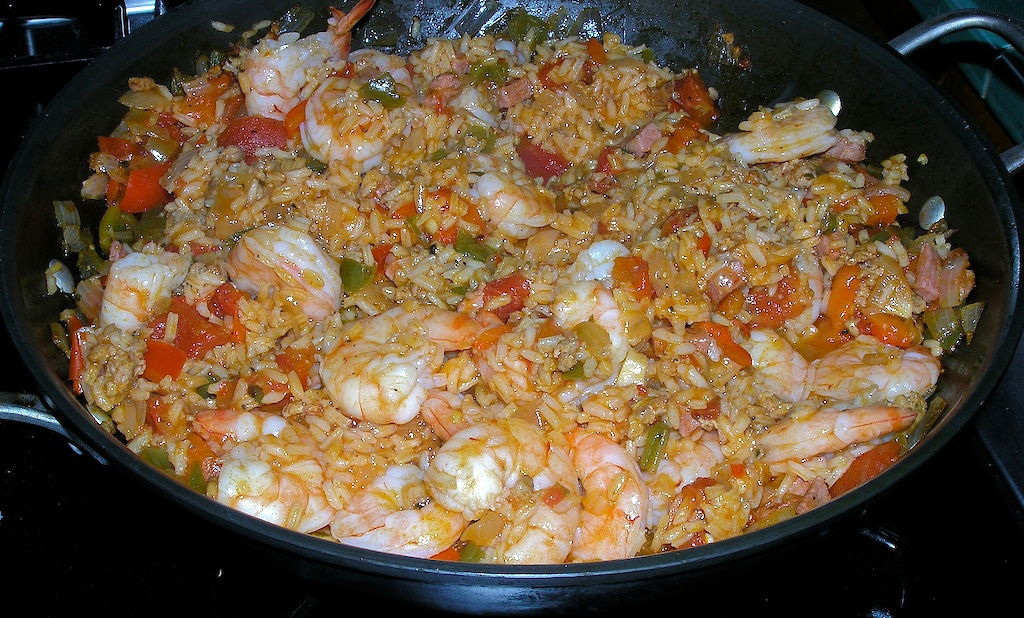
スペイン料理を起源とするジャンバラヤ。パエリアまたは西アフリカのジョロフライスのルイジアナ版。

ルイジアナ州南東部はフランス、スペイン、西アフリカ、ラテン・アメリカの影響をより強く受けている。この地域ではフランスとの貿易を主に行っており、19世紀までにフランスの伝統料理が融合していった。長らく良質なレストランが豊富なことで知られるニューオリンズはより多くのメニューの発展を受け入れてきた。1979年、ケイジャン料理のシェフであるポール・プルドームがケイジャン料理の影響を受けた伝統的なクレオール料理のレストランを開業し人気となった。

### ローカントリー料理
サウスカロライナ州、ノースカロライナ州の海岸地域であるローカントリー、ヴァージニア州、ジョージア州では魚、エビ、牡蠣などの海産物の他、米やオクラなどを使用した同じメニューを持っている。またクレオール料理やケイジャン料理とも類似している。

### アパラチア料理
悪路での移動距離が長かった初期の移民の多くは地元の食材を使用するしかなかった。農民にとって豚と鶏は主要な肉であり、多くの農民はハム、ベーコン、ソーセージなどを作るための自身の燻製小屋を所有していた。魚、ザリガニなどシーフードは近代まで食されなかった。しかしアパラチアでは鹿やリスなど様々なジビエが通常使用され、あまり遠くに行かずにまかなわれた。19世紀後期になると、小麦粉やベーキングパウダー、ベーキングソーダが使用されるようになり、バターミルク・ビスケットが人気となった。ヴァージニア州ソルトヴィルから塩が採れるようになったが、コショウが使用されるようになるまで香辛料はあまり使われていなかった。多くの女性たちがスパイスブッシュなど地元の植物を香辛料として植えていた。南北戦争や第二次世界大戦などコーヒーが自由に飲めなかった頃、チコリーを栽培または近隣から採取してコーヒーのようにして飲んでいた。甘味料としてはインゲンマメやハチミツが主に使用されており、南部の海岸地域で使用されていた糖蜜はあまり使用されていなかった。
近年の朝食では南部やアパラチア地方の移民にとってバターミルク・ビスケットとソーセージ・グレイヴィが主流である。ソーセージやベーコンのフライからポーク・ドリッピングは油をひいた鉄鍋でグレイヴィを作るのに使用される。チキン・アンド・ダンプリングやフライド・チキンは人々に愛されている。トウモロコシはアパラチア地方の主要な穀物となるため、コーンブレッド、コーン・ポーン、ホミニー・グリッツ、マッシュ、コーンブレッド・プディング、ホミニー・ステュウは一般的に食されている。この地方で人気の果物はリンゴ、ナシ、ベリーである。甘いリンゴ揚げは副菜として一般的である。メープル・シロップ、メープル・シュガーはサトウカエデが生息する標高の高い場所で作られることが多い。アミガサタケ属、ワケギやリーキなども収穫される。アパラチア地方では根菜をテーマにしたフェスティバルが開催されることがある。自家製缶詰はここでは長らく一般的である。乾燥インゲンマメは冬季にハム入りのスープ・ビーンズを作るのに重宝する。サヤインゲン、シェリー豆などの缶詰がある。種類の豊富なセイヨウナシ、リンゴはペア・バターやアップル・バターを作るのに使用される。また人気なのはブレッド・アンド・バター・ピクルス、カラシナ揚げの酢和え、テーブルビートのピクルス、チョウ・チョウ、コーン・ケチャップなどである。トマトは数多く缶詰にされ、フライド・グリーン・トマトがよく作られる。ソーセージ・グレイヴィ、トマト・グレイヴィの他、トマトで濃くしたルーはとても人気である。ポーポー、ブラックベリー、柿など様々な野生の果物も一般的である。

## 関連事項
- バーベキュー
- 牡蠣シチュー
- 南西部料理 (アメリカ合衆国)
- アメリカ料理
- リベリア料理
- ソウルフード
- 南部料理飲料博物館
- テクス・メクス料理